# (1694) Kaiser
(1694) Kaiser est un astéroïde de la ceinture principale.

## Description
(1694) Kaiser est un astéroïde de la ceinture principale. Il fut découvert le 29 septembre 1934 à Johannesbourg par Hendrik van Gent. Il présente une orbite caractérisée par un demi-grand axe de 2,39 UA, une excentricité de 0,26 et une inclinaison de 11,1° par rapport à l'écliptique.

## Compléments